# Liste prioritärer Stoffe im Bereich der Wasserpolitik
Die Liste prioritärer Stoffe im Bereich der Wasserpolitik beinhaltet Stoffe, die unter der Richtlinie 2000/60/EG des Europäischen Parlamentes und des Rates vom 23. Oktober 2000 zur Schaffung eines Ordnungsrahmens für Maßnahmen der Gemeinschaft im Bereich der Wasserpolitik (Wasserrahmenrichtlinie) als prioritär angeschaut werden.
Bedingt durch das Ziel der Eliminierung prioritärer gefährlicher Stoffe müssen EU-Mitgliedstaaten die notwendigen Maßnahmen treffen, um die Verschmutzung durch prioritäre Stoffe schrittweise zu reduzieren und die Einleitungen, Emissionen und Verluste prioritärer gefährlicher Stoffe zu beenden oder schrittweise einzustellen.
| CAS-Nummer        | EU-Nummer           | Name                                               | gefährlicher Stoff |
| ----------------- | ------------------- | -------------------------------------------------- | ------------------ |
| 15972-60-8        | 240-110-8           | Alachlor                                           |                    |
| 120-12-7          | 204-371-1           | Anthracen                                          | Ja                 |
| 1912-24-9         | 217-617-8           | Atrazin                                            |                    |
| 71-43-2           | 200-753-7           | Benzol                                             |                    |
| –                 | –                   | Bromierte Diphenylether                            | Ja                 |
| 7440-43-9         | 231-152-8           | Cadmium und Cadmiumverbindungen                    | Ja                 |
| 85535-84-8        | 287-476-5           | C10-C13-Chloralkane                                | Ja                 |
| 470-90-6          | 207-432-0           | Chlorfenvinphos                                    |                    |
| 2921-88-2         | 220-864-4           | Chlorpyrifos (Chlorpyrifos-ethyl)                  |                    |
| 107-06-2          | 203-458-1           | 1,2-Dichlorethan                                   |                    |
| 75-09-2           | 200-838-9           | Dichlormethan                                      |                    |
| 117-81-7          | 204-211-0           | Bis(2-ethylhexyl)phthalat (DEHP)                   | Ja                 |
| 330-54-1          | 206-354-4           | Diuron                                             |                    |
| 115-29-7          | 204-079-4           | Endosulfan                                         | Ja                 |
| 206-44-0          | 205-912-4           | Fluoranthen                                        |                    |
| 118-74-1          | 204-273-9           | Hexachlorbenzol                                    | Ja                 |
| 87-68-3           | 201-765-5           | Hexachlorbutadien                                  | Ja                 |
| 608-73-1          | 210-168-9           | Hexachlorcyclohexan                                | Ja                 |
| 34123-59-6        | 251-835-4           | Isoproturon                                        |                    |
| 7439-92-1         | 231-100-4           | Blei und Bleiverbindungen                          |                    |
| 7439-97-6         | 231-106-7           | Quecksilber und Quecksilberverbindungen            | Ja                 |
| 91-20-3           | 202-049-5           | Naphthalin                                         |                    |
| 7440-02-0         | 231-111-4           | Nickel und Nickelverbindungen                      |                    |
| –                 | –                   | Nonylphenole                                       | Ja                 |
| –                 | –                   | Octylphenole                                       |                    |
| 608-93-5          | 210-172-0           | Pentachlorbenzol                                   | Ja                 |
| 87-86-5           | 201-778-6           | Pentachlorphenol                                   |                    |
| –                 | –                   | Polycyclische aromatische Kohlenwasserstoffe (PAK) | Ja                 |
| 122-34-9          | 204-535-2           | Simazin                                            |                    |
| –                 | –                   | Tributylzinnverbindungen                           | Ja                 |
| 12002-48-1        | 234-413-4           | Trichlorbenzole                                    |                    |
| 67-66-3           | 200-663-8           | Trichlormethan (Chloroform)                        |                    |
| 1582-09-8         | 216-428-8           | Trifluralin                                        | Ja                 |
| 115-32-2          | 204-082-0           | Dicofol                                            | Ja                 |
| 1763-23-1         | 217-179-8           | Perfluoroctansulfonsäure und ihre Derivate (PFOS)  | Ja                 |
| 124495-18-7       | –                   | Quinoxyfen                                         | Ja                 |
| –                 | –                   | Dioxine und dioxinähnliche Verbindungen            | Ja                 |
| 74070-46-5        | 277-704-1           | Aclonifen                                          |                    |
| 42576-02-3        | 255-894-7           | Bifenox                                            |                    |
| 28159-98-0        | 248-872-3           | Cybutryn                                           |                    |
| 52315-07-8        | 257-842-9           | Cypermethrin                                       |                    |
| 62-73-7           | 200-547-7           | Dichlorvos                                         |                    |
| –                 | –                   | Hexabromcyclododecane (HBCDD)                      | Ja                 |
| 76-44-8/1024-57-3 | 200-962-3/213-831-0 | Heptachlor und Heptachlorepoxid                    | Ja                 |
| 886-50-0          | 212-950-5           | Terbutryn                                          |                    |